# Camilo Torres Restrepo
Camilo Torres Restrepo (3. února 1929 Bogotá — 15. února 1966 nedaleko San Vicente de Chucurí) byl kolumbijský katolický kněz a příslušník Národní osvobozenecké armády, jeden ze zakladatelů teologie osvobození.
Pocházel z dobře situované vrstvy, jeho otec byl lékař a liberální intelektuál, rodina často pobývala v Evropě. Studoval v Bogotě práva, školu však nedokončil a vstoupil do kněžského semináře. Po vysvěcení roku 1954 odešel na Katolickou univerzitu v Lovani, kterou absolvoval roku 1959, jeho diplomová práce pojednávala o životních podmínkách městského proletariátu v Kolumbii (posmrtně vyšla knižně). Poté se vrátil do Kolumbie, vyučoval na Universidad Nacional de Colombia, kde založil samostatnou fakultu sociologie. Byl také členem státní komise pro přípravu zemědělské reformy. Názorově se sblížil s radikální levicí a přijal myšlenku, že práva chudých lze prosazovat i násilím (proslavil se výrokem, že křesťan, který není revolucionářem, žije v hříchu), v roce 1965 odešel z univerzity a vstoupil ke guerillovým jednotkám. Roku 1966 byl zastřelen v boji s vládními vojáky, místo jeho hrobu je neznámé. Víctor Jara věnoval Torresovi svou píseň „Cruz de luz“, jeho jméno nese také divadlo na Universidad de Antioquia.